# Красильников, Андрей Валентинович
Красильников Андрей Валентинович (17 ноября 1963 — 20 декабря 2015) — доктор медицинских наук, профессор (2006), главный врач Архангельского клинического онкологического диспансера (2002—2015).

## Биография
Родился 17 ноября 1963 в городе Архангельске. В 1987 году окончил Архангельский государственный медицинский институт (сейчас Северный государственный медицинский университет) по специальности «Лечебное дело». После окончания интернатуры руководил родильным отделением в Пинежском районе. Затем заведовал отделением Первой городской больницы Архангельска. Занимал должность руководителя департамента здравоохранения в областной администрации. С 2002 года до своей смерти в 2015 году работал главным врачом Архангельского клинического онкологического диспансера. Входил в состав Совета главных врачей Архангельской области.
Трагически погиб 20 декабря 2015 года в лесном массиве на границе Холмогорского и Пинежского районов. Во время охоты на лося, в условиях плохой видимости из-за снегопада, по неосторожности был застрелен родным братом Сергеем. Похоронен 23 декабря на Вологодском кладбище Архангельска.
Семья
Жена, сын.

## Научные труды
- Кандидатская диссертация «Возможности ультразвукового исследования и магнитно-резонансной томографии в предоперационной диагностике у гинекологических больных» (1999).
- Докторская диссертация «Онкологическая заболеваемость населения Архангельской области и пути совершенствования онкологической помощи в крупной области СЗФО РФ» (2005).

Андреем Валентиновичем написано около 35-ти научных публикаций, среди них:
- Красильников А. В., Потехина Е. Ф., Клещинов Н. М. Онкологическая служба Архангельской области // Злокачественные новообразования в Северо-западном федеральном округе России. — 2005, — С. 91-96.
- Социологический опросы пациентов как критерий оценки качества медицинской услуги // Современная онкология. — 2005, — № 1, — Том VII, — С. 26-29.
- Красильников А. В., Мартынова Н. А., Травникова О. Е., Вишняков Н. И. Медико-техническая и экономическая эффективность деятельности отделения лучевой диагностики онкологического диспансера // Проблемы управления здравоохранением. — 2005, — № 5, — С. 60-64.
- Рак молочной железы — системный анализ проблемы, диагностика, лечение, реабилитация / Под ред. А. В. Красильникова, А. М. Вязьмина. — Архангельск, 2006. — 440 с.

## Видео
- Андрей Красильников, главный врач Архангельского онкологического диспансера. Общественно-публицистическая программа «Такие дела». Выпуск от 31 июля 2014.